# Speyer Hauptbahnhof
Speyer Hauptbahnhof ist der wichtigere von insgesamt zwei Bahnhöfen der rheinland-pfälzischen Mittelstadt Speyer. Er verfügt über drei Bahnsteiggleise. Der Bahnhof liegt im Verbundgebiet des Verkehrsverbundes Rhein-Neckar (VRN) und gehört zur Tarifzone 143. Die Anschrift des Bahnhofs lautet Bahnhofstraße 43.
Er wurde am 11. Juni 1847 als Endbahnhof der in Schifferstadt von der Pfälzischen Ludwigsbahn abzweigenden Stichstrecke eröffnet. Mit deren Verlängerung bis nach Germersheim 1864 wurde er zum Durchgangsbahnhof. Die Eröffnung der Verbindung nach Heidelberg fand 1873 statt und drei Jahre später die Durchbindung der Nord-Süd-Strecke bis nach Wörth. Seit der Unterbrechung der Strecke nach Heidelberg im Jahr 1945 ist er erneut nur Durchgangsbahnhof. Seit 2003 ist er zudem in das Netz der S-Bahn RheinNeckar integriert.

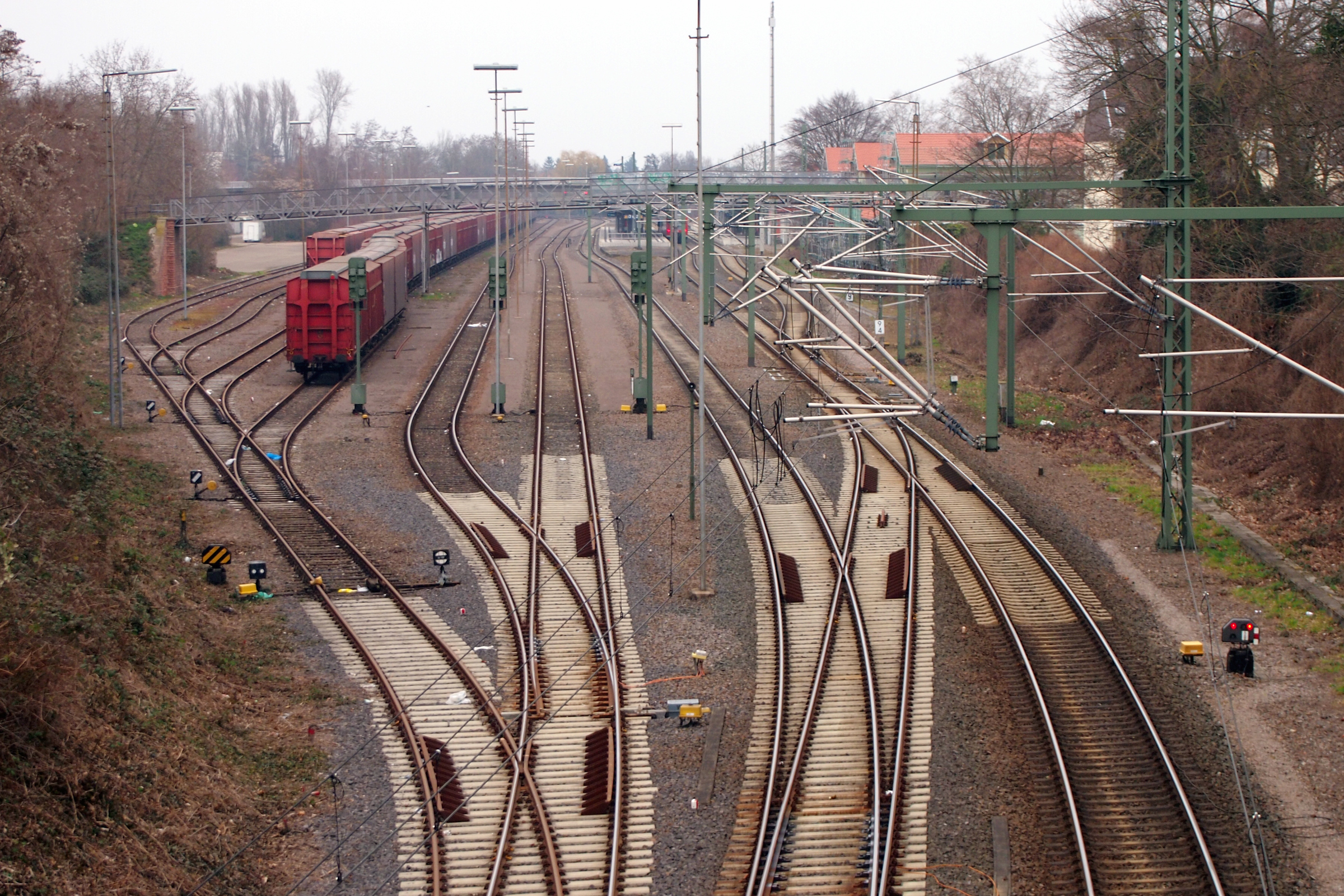
Übersicht Hauptbahnhof Speyer

## Lage
Der Bahnhof liegt an der Bahnstrecke Schifferstadt–Wörth und wird von der  Regional-Express-Linie RE 4 von Frankfurt  am Main nach Karlsruhe sowie den S-Bahn-Linien S3 und S4 der S-Bahn RheinNeckar bedient. Speyer liegt im Verkehrsverbund Rhein-Neckar (VRN). Der Hauptbahnhof liegt ca. einen Kilometer von der Innenstadt entfernt, die mit Bussen der BRN in fünf Minuten erreichbar ist. Bis 1945 endete auch die Bahnstrecke Heidelberg–Speyer im Bahnhof, so dass der Bahnhof früher ein Trennungsbahnhof war.

## Geschichte

### Bahninitiativen um Speyer und Eröffnung
Ursprünglich war geplant, innerhalb des zu Bayern gehörenden Rheinkreises zuerst eine Bahnstrecke in Nord-Süd-Richtung von der Rheinschanze über die Regierungshauptstadt Speyer und Lauterbourg bis nach Strasbourg in Betrieb zu nehmen, die mit der von Baden projektierten Strecke Mannheim–Basel konkurrieren sollte. Diese wurde jedoch zugunsten einer Ost-West-Magistrale, die primär dem Kohletransport dienen sollte, zurückgestellt.
Zunächst war jedoch unklar, ob Speyer oder die Rheinschanze östlicher Streckenendpunkt werden sollte. Darüber hinaus setzte sich Speyer, die Hauptstadt der Pfalz, dafür ein, selbst anstelle der Rheinschanze östlicher Endpunkt der Strecke zu werden. Argumentiert wurde im Wesentlichen, dass die Domstadt ein alter Handelsplatz sei, während die Rheinschanze als bloßer Militärstützpunkt lediglich dem Übergang von Waren dienen würde. Diese Bestrebungen setzten sich jedoch nicht durch, da man hauptsächlich den rechtsrheinischen Teil der aufstrebenden Rhein-Neckar-Region – vor allem Mannheim – im Blickwinkel hatte und der Export der Kohle ins Gebiet jenseits des Rheins für wichtiger erachtet wurde. Speyer sollte jedoch eine Zweigbahn erhalten.
Der Bahnhof wurde am 11. Juni 1847 als südlicher Endpunkt der in Schifferstadt beginnenden Stichstrecke eingeweiht; zeitgleich war der Ludwigsbahn-Abschnitt Ludwigshafen–Neustadt freigegeben worden. Um sieben Uhr morgens hatten sich in der Stadt mehrere Honoratioren einschließlich vieler anderer Gäste – darunter Aktionären – versammelt, um sich zum Bahnhof zu begeben und dort in den Eröffnungszug einzusteigen. Dieser fuhr nach der Begrüßung des Verwaltungsratsvorstands unter Einsatz eines Feuerwerks und mit musikalischer Begleitung nach Ludwigshafen.

### Weitere Entwicklung
In der Folgezeit liefen heftige Diskussionen, ob als nächstes Bahnprojekt eine Strecke am Gebirge von Neustadt über Landau nach Wissembourg oder die Verlängerung der Speyerer Stichstrecke nach Germersheim und Wörth dringender und wünschenswerter sei. Bereits im Mai 1847 hatte sich das benachbarte Elsass für eine Streckenführung über Wissembourg ausgesprochen. In der Folgezeit kam es innerhalb der Pfalz, wie der Rheinkreis auch genannt wurde, zu Meinungsverschiedenheiten darüber, ob die Speyerer Strecke via Germersheim nach Wissembourg fortgesetzt werden oder eine Strecke von Neustadt über Landau über die elsässische Grenzstadt neu errichtet werden sollte. Vor allem das Militär bevorzugte die Streckenführung, die am Rand des Pfälzerwalds verlaufen sollte. Die Entscheidung fiel im Jahr 1852 schließlich zu Gunsten dieser Gebirgslinie in Form der 1855 eröffneten Pfälzischen Maximiliansbahn.
Stattdessen wurde am 14. März 1864 die Stichstrecke bis nach Germersheim verlängert, wodurch Speyer zum Durchgangsbahnhof wurde. Seit dem 10. Dezember 1873 war der Bahnhof Endpunkt der Bahnstrecke Heidelberg–Speyer. Da in Speyer kurz vor Überquerung des Rheins ein weiterer Bahnhof – genannt Speyer Rheinstation – entstand, wurde der Bahnhof in „Speyer Hauptbahnhof“ umbenannt. Am 25. Juli 1876 wurde die Nord-Süd-Strecke über Germersheim hinaus bis nach Wörth verlängert.

### Entwicklung nach 1900
1905 wurde die schmalspurige Lokalbahn Speyer–Neustadt, zunächst bis Geinsheim, eröffnet, 1908 wurde auch die Verlängerung nach Neustadt in Betrieb genommen. Die Lokalbahn hatte einen eigenen ''Lokalbahnhof'' westlich des Hauptbahnhofes, so dass ein Umsteigen möglich war.

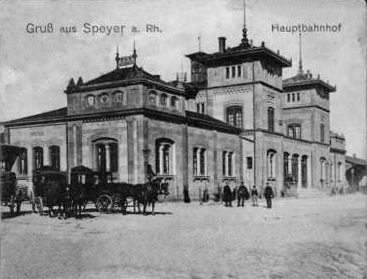
Speyerer Hauptbahnhof im Jahr 1911

1922 erfolgte die Eingliederung des Bahnhofs in die neu gegründete Reichsbahndirektion Ludwigshafen. Im Zuge deren Auflösung zum 1. April 1937 wechselte er in den Zuständigkeitsbereich der Mainzer Direktion. Während dieser Zeit bildete er außerdem einen Lokomotivbahnhof, der eine Dependance des Bahnbetriebswerkes Ludwigshafen darstellte.
Die Strecke nach Heidelberg wurde bereits am 13. Oktober 1941 bombardiert. Nach Zerstörung der Rheinbrücke Speyer im Jahr 1945 wurde sie zwischen Speyer und Schwetzingen stillgelegt. Am 16. Dezember 1944 wurde der sehr prachtvolle Bau aus der wilhelminischen Zeit bei einem Luftangriff schwer beschädigt, das zerstörte Empfangsgebäude wurde 1953 durch einen Neubau ersetzt.
Nach dem Zweiten Weltkrieg gelangten alle Bahnstrecken im nördlichen Teil der französischen Besatzungszone – dem späteren Land Rheinland-Pfalz – zur Eisenbahndirektion Mainz und mit dieser später zur Deutschen Bundesbahn (DB), so auch der Bahnhof Speyer. Obwohl der Bahnhof mit Stilllegung der Lokalbahn Speyer–Neustadt 1956 nunmehr für die Dauer mehrerer Jahrzehnte der einzige Personenhalt innerhalb der Domstadt war, behielt er die Bezeichnung „Speyer Hauptbahnhof“. Zum 7. März 1966 ging ein neues Drucktastenstellwerk der Bauart DRS-60 in Betrieb, das zwei mechanische Stellwerke ersetzte.
1971 gelangte die Station im Zuge der Auflösung der Mainzer Direktion in den Zuständigkeitsbereich ihres Karlsruher Pendants. Ende 2003 folgte die Integration des Bahnhofs in das Netz der S-Bahn RheinNeckar, wofür der Streckenabschnitt Schifferstadt–Speyer elektrifiziert wurde. Zunächst war er Endbahnhof der Linien S3 und S4. 2006 wurden diese bis Germersheim verlängert.

## Bauwerke

### Empfangsgebäude

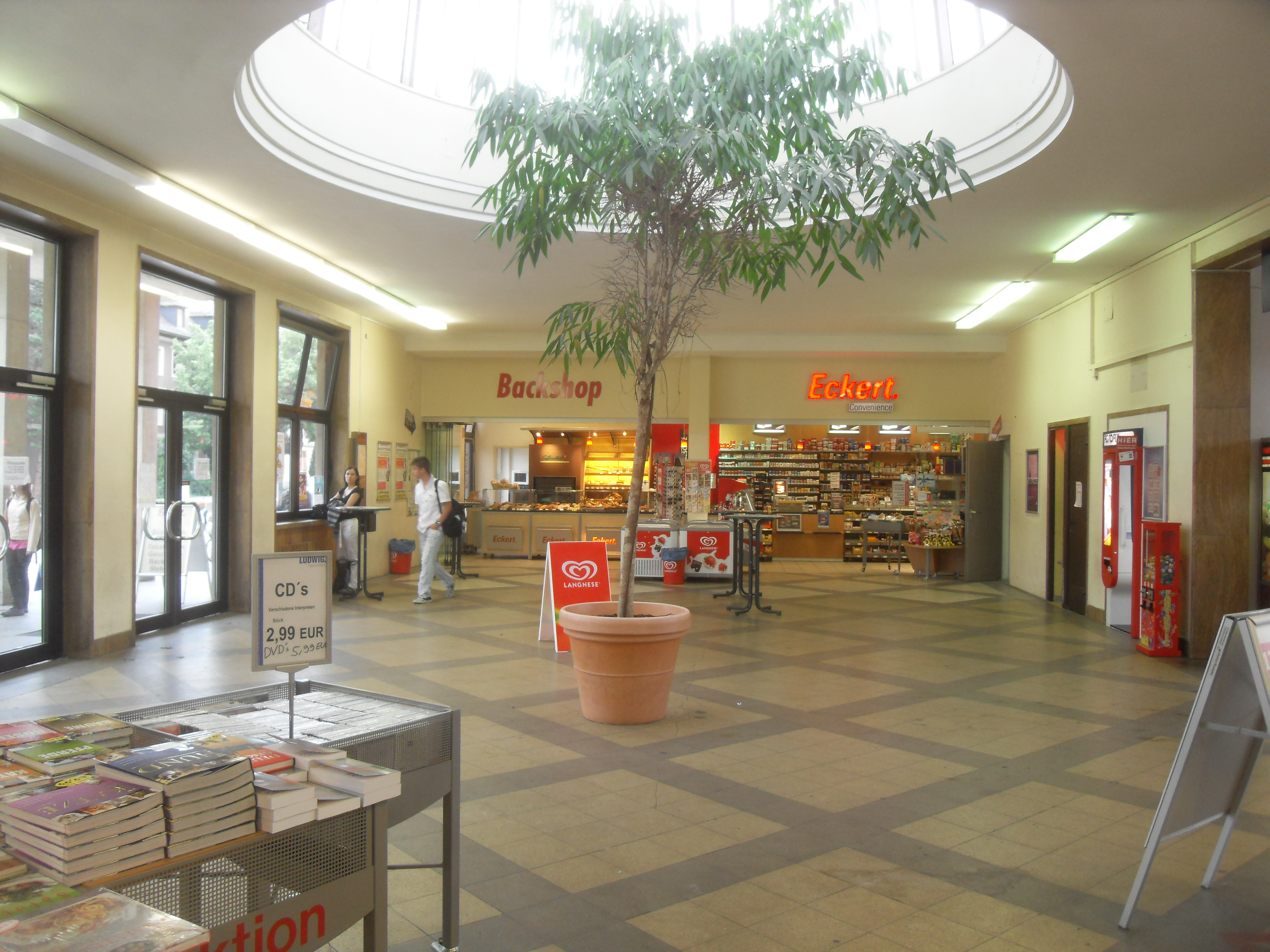
Empfangshalle des Speyerer Hauptbahnhofs

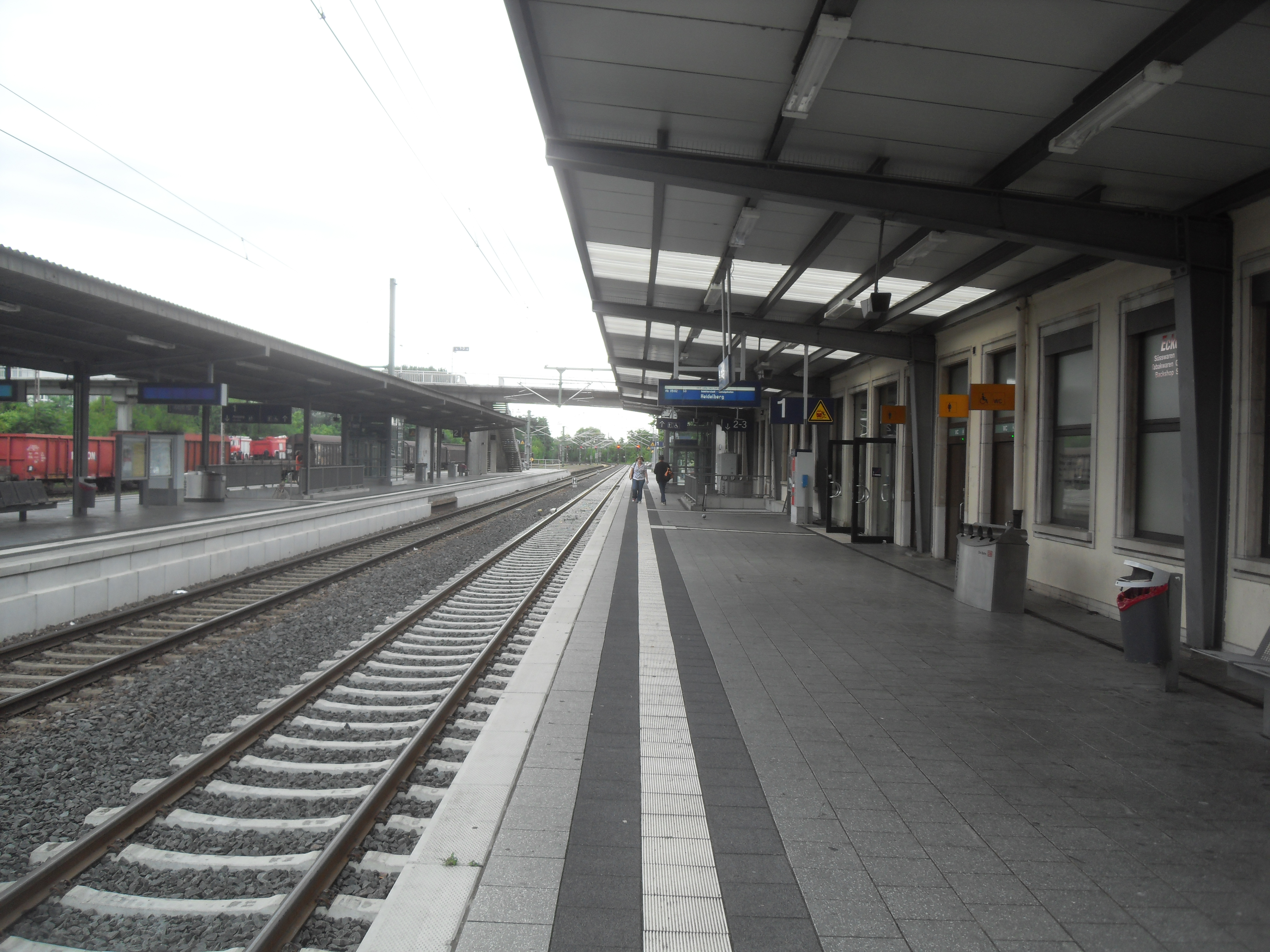
Bahnsteiganlagen

Das heutige Empfangsgebäude ist ein Bau der 1950er Jahre. Das alte Gebäude wurde bei Luftangriffen 1944 zerstört und musste daher abgerissen werden. Provisorisch wurde es in Teilen jedoch wieder aufgebaut und dem Stil der Zeit angepasst.
Das Empfangsgebäude wurde von November 2009 bis Oktober 2010 saniert. Mit der Sanierung wurde der Energiebedarf gesenkt. Dabei konzentrierten sich die Arbeiten vor allem auf Dach, Fassade und Fenster. Außerdem wurden die Verkehrsflächen verbessert und weitere Wartemöglichkeiten geschaffen. Die Sanierung kostete insgesamt 587.000 Euro.

### Güterschuppen
Der unter Denkmalschutz stehende frühere Güterschuppen ist noch erhalten und befindet sich südlich des Bahnhofsgebäudes. Für den Bahnbetrieb hat er jedoch trotz des nach wie vor stattfindenden Güterverkehrs keine Bedeutung mehr und wurde nach langem Leerstand 2017 zu einem denn’s Biomarkt umgebaut.

## Verkehr
Von Anfang an wurden die Züge auf der zunächst eine Stichbahn bildenden Strecke nach Speyer stets bis nach Ludwigshafen durchgebunden. Nach dem Zweiten Weltkrieg verkehrten bis Juli 1980 außerdem Eilzüge der Relation Ludwigshafen–Strasbourg, die vor allem den in Deutschland – unter anderem in Speyer – stationierten französischen Soldaten dienten.

### Regionalverkehr
Seit dem Fahrplanwechsel 2018/19 beginnt die von Mainz kommende RE 4 bereits in Frankfurt.
| Linie | Verlauf | Takt    |
| ----- | --- | ------- |
| RE 4  | SÜWEX: Karlsruhe Hbf – Graben-Neudorf – Philippsburg (Baden) – Germersheim – Speyer Hbf – Schifferstadt – Ludwigshafen (Rhein) Hbf – Frankenthal Hbf – Worms Hbf (→ Osthofen → Guntersblum → Oppenheim → Nierstein → Mainz Römisches Theater) (ein Zug) – Mainz Hbf – Hochheim (Main) – Frankfurt-Höchst – Frankfurt (Main) Hbf Stand: Fahrplanwechsel Dezember 2021 | 120 min |

### S-Bahn RheinNeckar
Der Speyerer Hauptbahnhof wird von den Linien S 3 und S 4 stündlich bedient und ergänzen sich somit zu einem 30-Minuten-Takt. Dabei bietet die S 4 vier zusätzliche Züge morgens ins BASF-Werk ("BASF-Werkzüge") in Ludwigshafen am Rhein. Die kommenden S 4-Leistungen aus dem BASF-Werk enden in Germersheim, eine Leistung wird jedoch bis Wörth (Rhein) verlängert.
Darüber hinaus fahren morgens und abends einige Verstärkerzüge der Linie S 1 / S 2 bis nach Mosbach bzw. Osterburken. Ein S 33-Verstärkerzug startet abends in Bruchsal und endet wieder dort.
| Linie   | Streckenverlauf | Takt                  |
| ------- | --- | --------------------- |
| S 1 S 2 | Germersheim – Speyer – Schifferstadt – Ludwigshafen (Rhein) – Mannheim – Heidelberg – Neckargemünd – Eberbach – Mosbach (– Osterburken) | einzelne Züge         |
| S 3     | Germersheim – Speyer – Schifferstadt – Ludwigshafen (Rhein) – Mannheim – Heidelberg – Bruchsal – Karlsruhe                              | 30/60                 |
| S 33    | Bruchsal – Germersheim – Speyer – Schifferstadt – Ludwigshafen (Rhein) – Mannheim – Heidelberg – Bruchsal                               | einzelne Züge         |
| S 4     | Germersheim – Speyer – Schifferstadt – Ludwigshafen (Rhein) – Mannheim – Heidelberg – Bruchsal                                          | Stundentakt           |
| S 4     | Wörth (Rhein) – Germersheim – Speyer – Schifferstadt – Ludwigshafen (Rhein) – Ludwigshafen BASF Nord                                    | vier Zugpaare täglich |

### Güterverkehr
Neben Schifferstadt, Germersheim und Wörth ist der Speyerer Hauptbahnhof einer von vier verbliebenen Bahnhöfen entlang der einstigen Nord-Süd-Magistrale, die bis heute im Güterverkehr bedient werden.